# ابی ایتن
ابیگل "اَبی" ایتن (به انگلیسی: Abigail "Abbie" Eaton) (متولد ۲ ژانویه ۱۹۹۲) یک راننده مسابقه‌ای اهل ایست رادینگ آو یورک‌شر انگلستان است. او به عنوان راننده آزمون در سری دوم و سوم مجموعه تلویزیونی گرند تور حضور دارد.
ایتن یک مربی مسابقه تأیید شده‌است، و در زمانی که در حال شرکت در مسابقه نباشد، به عنوان مربی رانندگی کار می‌کند.

## زندگی شخصی
ایتن در نورث‌همپتون، انگلستان، همراه با حیوانات خانگی خود زندگی می‌کند. پدر ابی، پل ایتون نیز یک راننده مسابقه است. به دنبال اتهامات همجنس‌گراهراسی (هوموفوبیا) که متوجه بازیگران و دیگر اعضای تیم سازندهٔ گرند تور بود، ایتن از طریق اکانت توئیترش خود را همجنس‌گرا معرفی کرد.

## حرفه تلویزیون
ایتن به عنوان راننده تست برای فصل دوم و سوم مجموعه تلویزیونی انگلیسی، گرند تور , با مایک اسکینر که راننده تست فصل اول مجموعه بود، جایگزین شد. جیمز می در ماه نوامبر سال ۲۰۱۷ اعلام کرد که تعداد زیادی از رانندگان آزمایش شده‌اند و «این دختر سریعترین و بهترین بود». ایتن بعداً در قسمت دوم از فصل دوم، در تاریخ ۱۵ دسامبر ۲۰۱۷، و زمانی که در حال آزمایش یک مرسدس بنز ای‌ام‌جی جی‌تی سبز در پیست ابولادروم بود، به بینندگان مجموعه معرفی شد.